# 海の金魚
『海の金魚』はヨットレースをテーマとした日本映画。2010年4月10日公開。九州地方は2010年3月13日に先行公開された。
キャッチコピーは『冒険には黄金以上の価値がある。』

## 概要
鹿児島県の錦江湾で毎年行われている「鹿児島カップ火山めぐりヨットレース」に挑む5人の高校生達の成長を描く。その中核を成すのが、幼時に父を失い、港に係留したヨットでの暮らしで漁民たちより立ち退きを命じられながらも、明るさを失わないミオ（入来茉里）と、天才ヨットマンの娘として将来を嘱望されながらも、親友を事故で失い、ヨットを棄てて心を閉ざしたキヨミ（田中あさみ）のふたりの少女である。彼女らをめぐり、ふたりの共通の友人でクラス委員のケイイチ（賀来賢人）、若い漁師の兄貴分ながらミオに理解のあるヨウスケ（柄本時生）、キヨミを恋人を殺した女として憎悪しつつ、いつしか仲間意識の目覚めるマサル（白石隼也）たちの協力を得て、ヨット「ゴールド・フィッシュ」号は競技に乗り出す。

## キャスト
- 入来茉里
- 田中あさみ
- 賀来賢人
- 白石隼也
- 柄本時生
- 吉瀬美智子
- 髙嶋政宏
- 芳本美代子
- 小島よしお
- 麻宮美果
- 宮下純一

## スタッフ
- 監督：雑賀俊郎
- 脚本：塚田耕野
- プロデューサー：坂上也寸恵/喜多一郎
- アソシエイトプロデューサー：金沢秀一
- 撮影：安田圭
- 照明：石田健司
- 録音：塩浜雅之
- 映像技術：前川達彦
- 美術：津留啓亮
- 編集：成田剛
- 音楽：斎藤昇
- 助監督：福田尚子
- スチール：神谷智次郎
- AP:石崎理恵
- 制作：2010「海の金魚」制作委員会
- 宣伝協力：シナジー・リレーションズ
- 配給：ティ・ジョイ
- 制作：ビーズ・インターナショナル
- 協賛：鹿児島相互信用金庫、西川グループ、LAWSON、ANA
- 後援：鹿児島市/(財)日本セーリング連盟/ UMI協議会/ 日本セーリング連盟加盟団体 外洋南九州/ 鹿児島県セーリング連盟
- 推薦：鹿児島県
- ロケ協力：かごしまフィルムオフィス

## 主題歌
- 吉田山田『涙の海』：作詞・作曲 吉田山田[2]

## 挿入歌
- 片山メグミ『ブルー』：作詞・作曲 広沢タダシ